# Occupazione russa di Tabriz
L'occupazione russa di Tabriz durò dal 30 aprile 1909 al 28 febbraio 1918, con una breve interruzione dal 6 al 31 gennaio 1915. La città di Tabriz era all'epoca la seconda città della Persia dei Qajar, capitale della regione persiana dell'Azerbaigian e la residenza tradizionale del principe ereditario Qajar.
Durante la rivoluzione costituzionale persiana, il 23 giugno 1908 scoppiò una ribellione a Tabriz. All'inizio di febbraio 1909 le forze governative del principe ʿAyn-al-dawla circondarono la città. Il 20 aprile, in risposta alla situazione dell'assedio, Gran Bretagna e Russia convennero che una forza russa dovesse essere inviata ad occupare la città per "facilitare l'ingresso nella città delle provviste necessarie, per proteggere i consolati e i sudditi stranieri e per aiutare coloro che tanto desideravano lasciare la città".
La forza russa del generale Snarski occupò Tabriz il 30 aprile 1909. I negoziati per il suo ritiro iniziarono presto, ma si trascinarono nel 1911. Il 29 novembre 1911, il governo russo presentò al governo persiano un ultimatum. Vi furono diverse richieste, ma la questione più importante era quella di licenziare il neoassunto avvocato americano Morgan Shuster. Shuster era stato assunto dal Majilis (parlamento perisano) per organizzare gli affari finanziari del paese. Dopo il rifiuto del parlamento persiano di licenziare Shuster, lo scià sciolse il parlamento e accettò l'ultimatum russo.
L'ultimatum creò tuttavia disordini a Tabriz. Il 21 dicembre, i fedayn attaccarono le truppe russe, provocando gravi perdite. In risposta, una brigata dell'esercito imperiale russo fu inviata a Tabriz sotto il generale Voropanov. Il suo scopo era quello di occupare tre grandi città: Tabriz, Anzali e Rasht. La battaglia più feroce dell'invasione russa avvenne a Tabriz, dove i costituzionalisti resistettero. Dopo circa tre giorni, la difesa dei residenti della città si interruppe. I russi bombardarono Tabriz con l'artiglieria ed entrarono in città il 31 dicembre.
Una volta sotto controllo, i russi tennero le corti marziali per i fedayn. I russi giustiziarono in massa i rivoluzionari costituzionali di Tabriz, i loro parenti e anche molti civili. Si stima che il numero totale delle esecuzioni sia stato di circa 1 200 Seqat-ol-Eslam Tabrizi, un leader della locale setta Shaykhi, era tra questi. I russi distrussero anche distrutto una parte dell'Arg di Tabriz bombardandolo.
Durante l'occupazione russa, il principe ereditario Mohammad Hassan Mirza risiedette a Tabriz. A partire dal 1906 e attraverso una concessione persiana, una compagnia governativa russa aveva costruito una strada dalla ferrovia russa da Julfa a Tabriz. Mentre la regione era sotto occupazione russa, convertirono la strada a una ferrovia. Fu aperta al traffico nel maggio 1916 come prima ferrovia della Persia.
Dopo l'entrata ottomana nella prima guerra mondiale nel novembre 1914, le truppe ottomane avanzarono nel Caucaso contro la Russia. Ciò minacciava di tagliare le truppe in Azerbaigian e venne ordinata l'evacuazione. Tra il 17 dicembre 1914 e il 6 gennaio 1915, tutte le truppe russe lasciarono Tabriz. Molti cristiani locali, assiri, caldei e ortodossi, rimassero con loro. I curdi ottomani sotto Aḥmad Mukhtār Bey Shamkhal occuparono la città l'8 gennaio.
L'occupazione ottomano-curda non durò a lungo. Gli ottomani furono sconfitti in modo decisivo nella battaglia di Sarikamish e i russi riuscirono a rioccupare la città il 31 gennaio 1915. Detennero il controllo fino a quando la rivoluzione russa del novembre 1917 creò disordine e confusione tra le truppe. L'evacuazione iniziò all'inizio del 1918 e il 28 febbraio gli ultimi soldati russi lasciarono Tabriz. Il 18 giugno gli ottomani iniziarono ad occupare la città.

## Galleria d'immagini

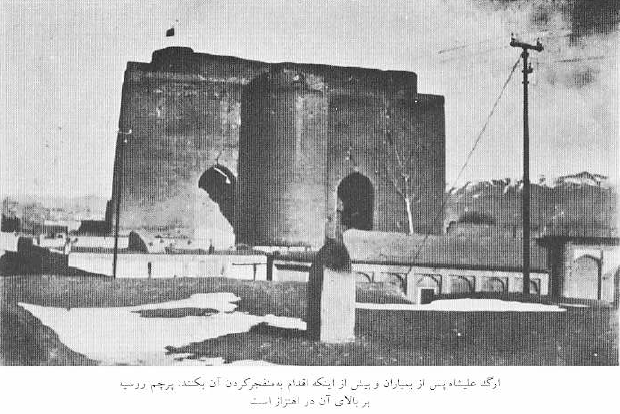
Bandiera russa all'Arg di Tabriz
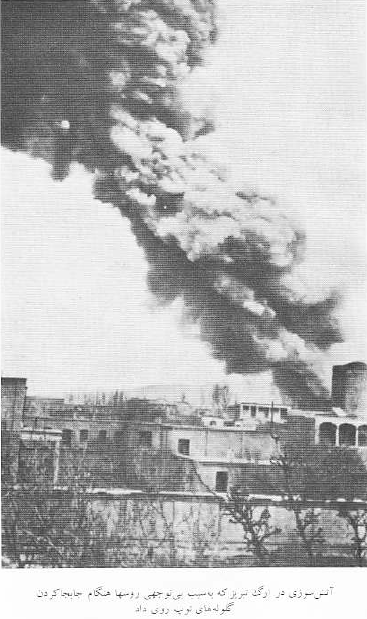
Bombardamenti delle forze russe
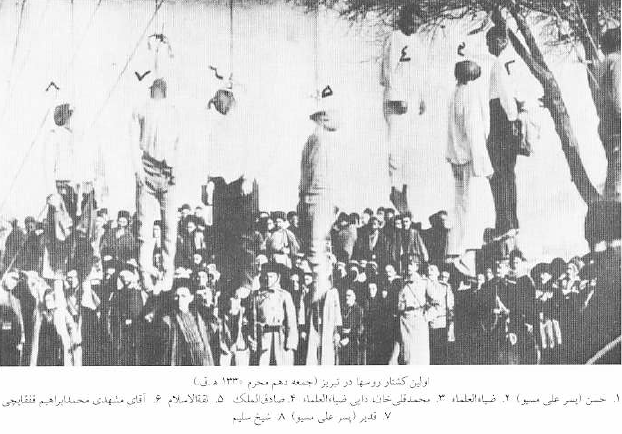
Esecuzioni dei rivoluzionari da parte delle forze russe